# Tigliole
Tigliole ist eine Gemeinde in der italienischen Provinz Asti (AT), Region Piemont.

## Lage und Einwohner
Tigliole liegt 14 km westlich von der Provinzhauptstadt Asti entfernt. Der Ort liegt auf einer Höhe von 239 m über dem Meeresspiegel und besteht aus den Ortsteilen Valperosa, Perosini, Pratomorone und Tigliole.
Das Gemeindegebiet umfasst eine Fläche von 16 km² und hat 1710 Einwohner (Stand 31. Dezember 2023).
Die Nachbargemeinden sind Asti, Baldichieri d’Asti, Cantarana, San Damiano d’Asti und Villafranca d’Asti.

## Kulinarische Spezialitäten
Bei Tigliole werden Reben der Sorte Barbera für den Barbera d’Asti, einen Rotwein mit DOCG Status, sowie für den Barbera del Monferrato angebaut.